# Laura Oprea
Laura Oprea (n. 19 februarie 1994, Nisiporești, România) este o canotoare română medaliată cu bronz la Jocurile Olimpice de vară din 2016 în proba de 8+1, legitimată în prezent la CSA Steaua București.

## Carieră
A început să practice canotajul la 12 ani, după ce antrenorii ei, Georgeta și Marian Grijuc de la CS „Știința” Constanța, au făcut o vizită la Liceul Tehnic din Nisiporești. Laura Oprea a fost aleasă pe motivul că era cea mai înaltă din clasă.
Primul rezultat notabil a venit odată cu prima participare la nivel internațional. Laura Oprea a cucerit medalia de argint la simplu vâsle în cadrul Campionatelor Mondiale de Juniori din 2010.
În 2011, canotoarea a obținut locul 3 la simplu vâsle în cadrul CE de juniori de la Kruszwica (Polonia). Tot în 2011, echipajul de patru vâsle feminin (Ioana Vrânceanu, Isabela Mihaela Solomon și Ionela Mădălina Rusu), a obținut medalia de bronz în cadrul Campionatelor Mondiale de Juniori de la Eton (Marea Britanie).
În 2012, la Europenele pentru cadeți de la Bled (Slovenia), a obținut medalia de aur în proba de simplu vâsle. La Mondialele de juniori de la Plovdiv (Bulgaria), s-a clasat pe locul trei la aceeași categorie.
Echipajul de 2 vâsle feminin, din care mai făcea parte și Ionela-Mădălina Rusu, a obținut medalia de bronz la Campionatele Mondiale U23 din 2013 de la Linz (Austria).
În 2014, la Campionatele Europene desfășurate în Belgrad (Serbia), echipajul feminin de dublu rame format din Cristina Grigoraș și Laura Oprea a cucerit medalia de argint.
În 2015, la Europenele de la Poznań (Polonia), același echipaj a repetat performanța, câștigând încă o medalie de bronz.
Echipajul feminin de două rame fără cârmaci — Elena Lavinia Târlea și Laura Oprea — s-a calificat la Jocurile Olimpice de vară din 2016 în urma rezultatului înregistrat la Campionatele Mondiale de canotaj academic din 2015 de la Aiguebelette-le-Lac (Franța).

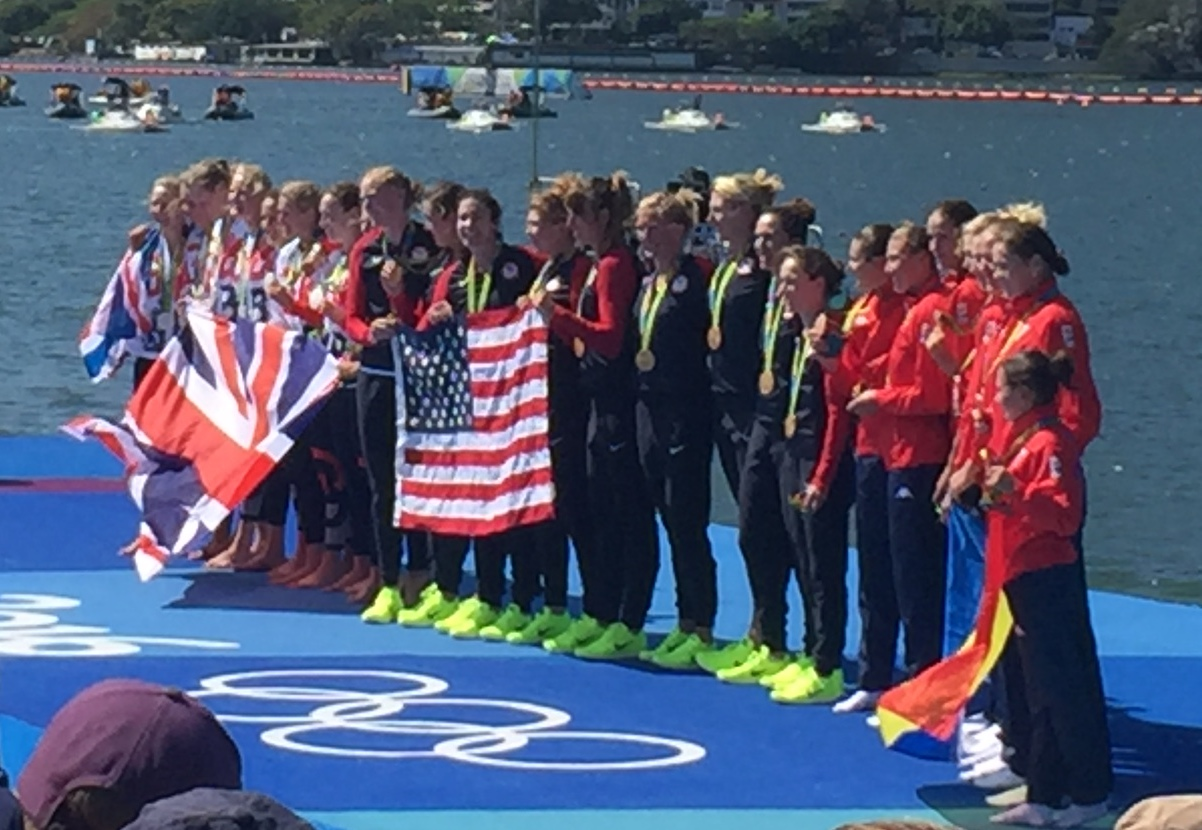
La Jocurile Olimpice de la Rio

În 2016, la Campionatele Europene de la Brandenburg (Germania), echipajul feminin de dublu rame fără cârmaci alcătuit din Mădălina Bereș și Laura Oprea a cucerit medaliile de bronz. Prin rezultatul din cadrul regatei preolimpice de la Lucerna, echipajul de 8+1 (Mihaela Petrilă, Ioana Strungaru, Mădălina Bereș, Adelina Boguș, Andreea Boghian, Roxana Cogianu, Irina Dorneanu, Daniela Druncea și Laura Oprea) a reușit să se califice de pe primul loc la Jocurile Olimpice de vară din 2016. Echipajul a obținut medalia de bronz, după ce în urmă cu patru ani canotajul românesc nu a cucerit nicio medalie. Înaintea Jocurilor Olimpice, barca de dublu rame fără cârmaci din care mai făcea parte și Mădălina Bereș, s-a clasat pe locul trei la Cupa Mondială desfășurată la Poznań (Polonia).

### Palmares competițional
| An   | Competiție                         | Locație                  | Loc | Eveniment | Note      |
| ---- | ---------------------------------- | ------------------------ | --- | --------- | --------- |
| 2010 | Campionatele Mondiale de Juniori   | Račice, Republica Cehă   | 2   | JW1x      | 07:52.870 |
| 2011 | Campionatele Europene de Juniori   | Kruszwica, Polonia       | 3   | JW1x      | 08:55.880 |
| 2011 | Campionatele Mondiale de Juniori   | Eton, Marea Britanie     | 3   | JW4x      | 06:35.230 |
| 2012 | Campionatele Europene de Juniori   | Bled, Slovenia           | 1   | JW1x      | 07:54.280 |
| 2012 | Campionatele Mondiale de Juniori   | Plovdiv, Bulgaria        | 3   | JW1x      | 08:04.250 |
| 2013 | Campionatele Mondiale U23          | Linz, Austria            | 1   | BW2x      | 07:07.220 |
| 2014 | Campionatele Europene              | Belgrad, Serbia          | 2   | W2-       | 07:08.520 |
| 2014 | Cupa Mondială                      | Lucerna, Elveția         | 5   | W2-       | 07:26.030 |
| 2014 | Campionatele Mondiale              | Amsterdam, Olanda        | 4   | W8+       | 06:02.840 |
| 2014 | Campionatele Mondiale              | Amsterdam, Olanda        | 4   | W2-       | 06:59.350 |
| 2015 | Campionatele Europene              | Poznań, Polonia          | 3   | W2-       | 07:12.560 |
| 2015 | Cupa Mondială                      | Lucerna, Elveția         | 4   | W8+       | 06:11.740 |
| 2016 | Campionatele Europene              | Brandenburg, Germania    | 3   | W2-       | 07:47.180 |
| 2016 | Regata preolimpică                 | Lucerna, Elveția         | 1   | W8+       | 06:02.560 |
| 2016 | Cupa Mondială                      | Poznań, Polonia          | 3   | W2-       | 06:58.760 |
| 2016 | Jocurile Olimpice de vară din 2016 | Rio de Janeiro, Brazilia | 3   | W8+       | 06:04.100 |